# غرق قایق در کلمبیا(۲۰۱۷)
غرق قایق گردشگری در کلمبیا روز یکشنبه ۲۵ ژوئن ۲۰۱۷ در شمال غربی این کشور به وقوع پیوست. به گفته پلیس محلی این حادثه تاکنون دستکم ۶ کشته به جا گذاشت و ۳۱ نفر دیگر هم مفقود شده‌اند. هنگام وقوع این سانحه که کم‌تر از ۵ دقیقه به طول انجامید، ۱۷۰ تن از گردشگران سرنشین این قایق غرق شده بودند. علت سانحه هنوز مشخص نشده است.

## محل حادثه
محل این حادثه در آبگیر پنول در شهر گردشگری گوآتاپه کلمبیا بوده است. این محل سالانه گردشگران زیادی را به خود جذب می‌کند. یک مقام محلی گفت مشخص نیست که گردشگران این قایق تفریحی اهل چه کشورهایی هستند.

## عملیات امدادرسانی
به گفته مقامات کلمبیا چند قایق تفریحی برای عملیات نجات فوراً به محل حادثه شتافتند و عملیات امدادرسانی ادامه دارد. یک هلیکوپتر ارتش و هلیکوپترهای نجات نیز در محل حادثه در حال امدادرسانی هستند. جاده‌های محلی نیز برای پیشبرد عملیات نجات و کمک‌های اضطراری بسته شده‌اند.

## تلفات و خسارات
براساس تأیید پلیس این حادثه تاکنون ۶ کشته برجای گذاشت و ۳۱ نفر نیز مفقود هستند. تعداد ۲۱ زخمی تا به حال به بیمارستان منتقل شده‌اند.

## موضع گیری‌ها
خوآن مانوئل سانتوس رئیس جمهوری کلمبیا گفت که دولت به بازماندگان کمک خواهد کرد.